# Zygmunt Okniński

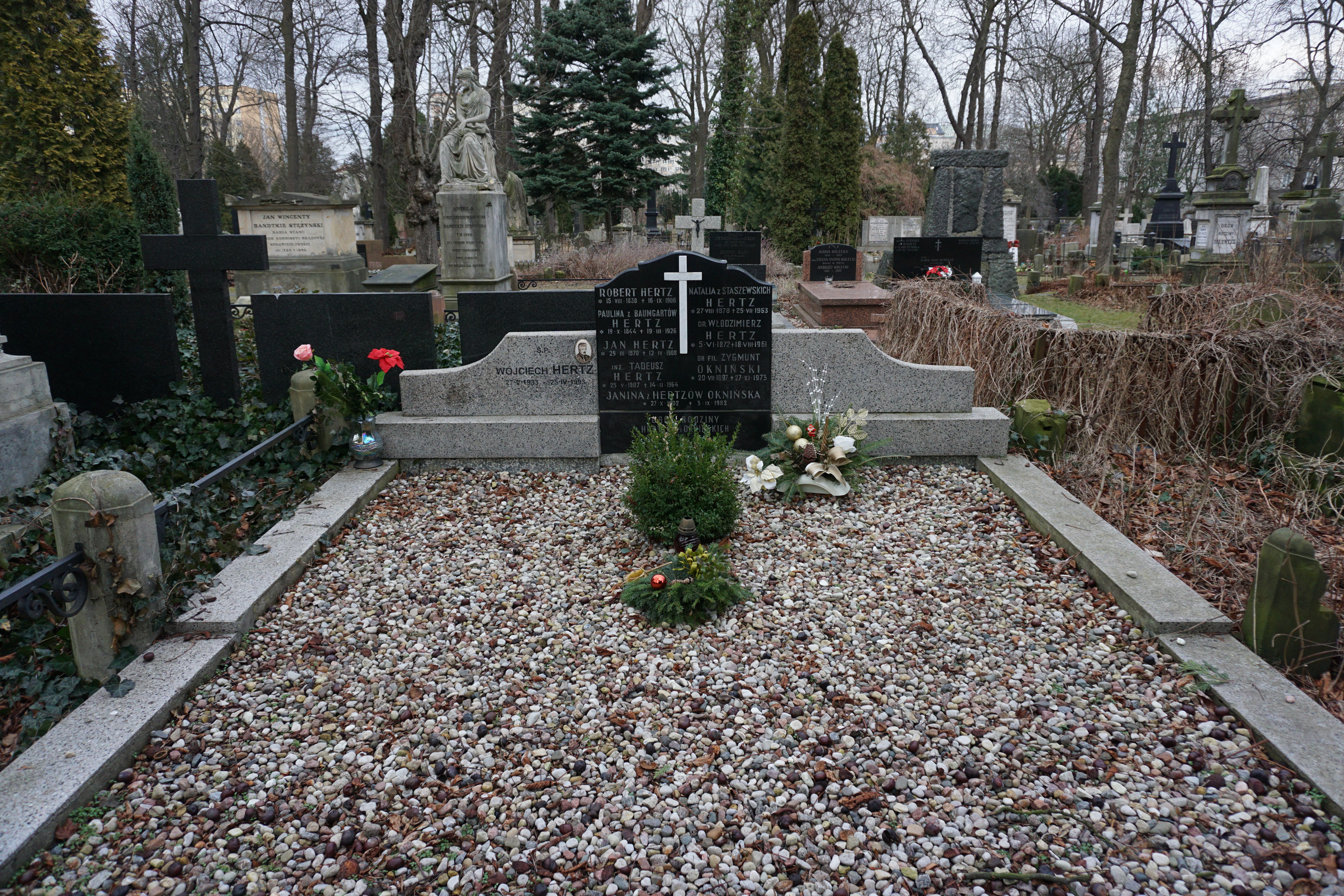
Grób Zygmunta Oknińskiego na cmentarzu ewangelicko-augsburskim w Warszawie

Zygmunt Okniński (ur. 20 lipca 1897, zm. 27 listopada 1973) – polski historyk, mediewista. 

## Życiorys
Absolwent gimnazjum im. Jana Zamoyskiego w Warszawie, ukończył studia filozoficzne na UW (1922–1927) pod kierunkiem Oskara Haleckiego uwieńczone doktoratem. Następnie był wykładowcą gimnazjum im. Jana Zamoyskiego, Szkoły Mazowieckiej oraz I Gimnazjum Męskiego im. gen. Sowińskiego w Warszawie. W latach 1923–1944 był nauczycielem historii w Gimnazjum Władysława Giżyckiego. Pracował naukowo w Bibliotece Narodowej. Był zięciem Włodzimierza Hertza. 
Jest pochowany na Cmentarzu ewangelicko-augsburskim w Warszawie. 

## Wybrane publikacje
- Stefan Duszan, car Serbów i Greków, "Przegląd Powszechny" 49 (1932), nr 194, s. 288-311; nr 195, s. 96-118 (także osobna nadbitka: Kraków 1932, s. 48).
- Jan Kantakuzen, cesarz wschodnio-rzymski [w:] Księga ku czci Oskara Haleckiego wydana w XXV-lecie jego pracy naukowej, Warszawa 1935, s. 157-184 (także osobna nadbitka: Warszawa 1936, s. 28).
- O wspólnych tradycjach wojskowych polsko-jugosłowiańskich, "Studia i Materiały do Historii Wojskowości" 5 (1960), s. 165-183.